# Trachylepis volamenaloha
Trachylepis volamenaloha — вид сцинкоподібних ящірок родини сцинкових (Scincidae). Ендемік Мадагаскару.

## Поширення і екологія
Trachylepis volamenaloha відомі з кількох місцевостей, розташованих на плато Бемараха на заході острова Мадагаскар. Вони живуть в сухих тропічних лісах, серед карстових скель.

## Збереження
МСОП класифікує стан збереження цього виду як близький до загрозливого. Trachylepis volamenaloha загрожує знищення природного середовища.